# Simning vid världsmästerskapen i simsport 2023 – Herrarnas 200 meter fjärilsim
Herrarnas 200 meter fjärilsim vid världsmästerskapen i simsport 2023 avgjordes mellan den 25 och 26 juli 2023 i Marine Messe Fukuoka i Fukuoka i Japan.
Franske Léon Marchand tog guld efter ett lopp på 1 minut och 52,43 sekunder, vilket blev ett nytt franskt rekord. Silvret togs av polske Krzysztof Chmielewski och bronset togs av japanske Tomoru Honda.

## Rekord
Inför tävlingens start fanns följande världs- och mästerskapsrekord:
|                   | Namn          | Nation | Tid     | Ort              | Datum        |
| ----------------- | ------------- | ------ | ------- | ---------------- | ------------ |
| Världsrekord      | Kristóf Milák | Ungern | 1.50,34 | Budapest, Ungern | 21 juni 2022 |
| Mästerskapsrekord | Kristóf Milák | Ungern | 1.50,34 | Budapest, Ungern | 21 juni 2022 |

## Resultat

### Försöksheat
Försöksheaten startade den 25 juli klockan 11:13.
| Placering | Heat | Bana | Namn                  | Nationalitet          | Tid     | Noteringar |
| --------- | ---- | ---- | --------------------- | --------------------- | ------- | ---------- |
| 1         | 5    | 4    | Tomoru Honda          | Japan                 | 1.54,21 | 0Q0        |
| 2         | 3    | 1    | Arbidel González      | Spanien               | 1.54,99 | 0Q0, 0NR0  |
| 3         | 4    | 6    | Krzysztof Chmielewski | Polen                 | 1.55,02 | 0Q0        |
| 4         | 5    | 2    | Wang Kuan-hung        | Taiwan                | 1.55,17 | 0Q0        |
| 5         | 5    | 6    | Alberto Razzetti      | Italien               | 1.55,35 | 0Q0        |
| 6         | 4    | 5    | Carson Foster         | USA                   | 1.55,36 | 0Q0        |
| 7         | 4    | 4    | Léon Marchand         | Frankrike             | 1.55,46 | 0Q0        |
| 8         | 5    | 3    | Thomas Heilman        | USA                   | 1.55,59 | 0Q0        |
| 9         | 3    | 6    | Niu Guangsheng        | Kina                  | 1.55,69 | 0Q0        |
| 10        | 4    | 3    | Teppei Morimoto       | Japan                 | 1.55,72 | 0Q0        |
| 11        | 3    | 7    | Denys Kesil           | Ukraina               | 1.55,75 | 0Q0        |
| 12        | 5    | 5    | Noè Ponti             | Schweiz               | 1.55,85 | 0Q0        |
| 13        | 3    | 5    | Ilya Kharun           | Kanada                | 1.55,93 | 0Q0        |
| 14        | 3    | 3    | Richárd Márton        | Ungern                | 1.56,03 | 0Q0        |
| 15        | 3    | 2    | Lewis Clareburt       | Nya Zeeland           | 1.56,23 | 0Q0        |
| 16        | 5    | 1    | Matthew Temple        | Australien            | 1.56,51 | 0Q0, WD    |
| 17        | 4    | 2    | Leonardo de Deus      | Brasilien             | 1.56,79 | 0Q0        |
| 18        | 5    | 7    | Federico Burdisso     | Italien               | 1.56,86 |            |
| 19        | 3    | 4    | Chen Juner            | Kina                  | 1.56,87 |            |
| 20        | 4    | 8    | Martin Espernberger   | Österrike             | 1.57,36 |            |
| 21        | 4    | 1    | Moon Seung-woo        | Sydkorea              | 1.57,79 |            |
| 22        | 5    | 8    | Héctor Ruvalcaba      | Mexiko                | 1.57,80 |            |
| 23        | 5    | 0    | Sajan Prakash         | Indien                | 1.58,07 |            |
| 24        | 4    | 7    | Kregor Zirk           | Estland               | 1.58,69 |            |
| 25        | 5    | 9    | Yeziel Morales        | Puerto Rico           | 1.59,10 |            |
| 26        | 2    | 4    | Erick Gordillo        | Guatemala             | 1.59,96 |            |
| 27        | 3    | 9    | Abdalla Nasr          | Egypten               | 2.00,17 |            |
| 28        | 4    | 0    | Jorge Otaiza          | Venezuela             | 2.01,83 |            |
| 29        | 3    | 0    | Navaphat Wongcharoen  | Thailand              | 2.03,05 |            |
| 30        | 2    | 5    | Richard Nagy          | Slovakien             | 2.03,33 |            |
| 31        | 2    | 6    | Simon Bachmann        | Seychellerna          | 2.03,57 |            |
| 32        | 2    | 3    | Diego Balbi           | Peru                  | 2.03,61 |            |
| 33        | 1    | 3    | Raekwon Noel          | Guyana                | 2.05,65 | 0NR0       |
| 34        | 2    | 7    | Gerald Hernández      | Nicaragua             | 2.07,28 |            |
| 35        | 2    | 1    | Christian Jerome      | Haiti                 | 2.08,54 | 0NR0       |
| 36        | 4    | 9    | Hồ Nguyễn Duy Khoa    | Vietnam               | 2.11,47 |            |
| 37        | 2    | 8    | Ali Haidar            | Kuwait                | 2.13,97 |            |
| 38        | 1    | 4    | Mohamed Rihan Shiham  | Maldiverna            | 2.32,93 |            |
| 39        | 1    | 5    | James Hendrix         | Guam                  | 0DNS0   | 0DNS0      |
| 39        | 2    | 2    | Salem Sabt            | Förenade arabemiraten | 0DNS0   | 0DNS0      |
| 39        | 3    | 8    | Jaouad Syoud          | Algeriet              | 0DNS0   | 0DNS0      |

### Semifinaler
Semifinalerna startade den 25 juli klockan 21:33.
| Placering | Heat | Bana | Namn                  | Nationalitet | Tid     | Noteringar |
| --------- | ---- | ---- | --------------------- | ------------ | ------- | ---------- |
| 1         | 1    | 3    | Carson Foster         | USA          | 1.53,85 | 0Q0        |
| 2         | 2    | 6    | Léon Marchand         | Frankrike    | 1.54,21 | 0Q0        |
| 3         | 2    | 1    | Ilya Kharun           | Kanada       | 1.54,28 | 0Q0, 0NR0  |
| 4         | 2    | 5    | Krzysztof Chmielewski | Polen        | 1.54,36 | 0Q0        |
| 5         | 2    | 4    | Tomoru Honda          | Japan        | 1.54,43 | 0Q0        |
| 6         | 1    | 1    | Richárd Márton        | Ungern       | 1.54,54 | 0Q0        |
| 7         | 1    | 6    | Thomas Heilman        | USA          | 1.54,57 | 0Q0        |
| 8         | 1    | 5    | Wang Kuan-hung        | Taiwan       | 1.54,97 | 0Q0        |
| 9         | 2    | 3    | Alberto Razzetti      | Italien      | 1.55,00 |            |
| 10        | 1    | 2    | Teppei Morimoto       | Japan        | 1.55,36 |            |
| 11        | 1    | 7    | Noè Ponti             | Schweiz      | 1.55,44 |            |
| 12        | 1    | 4    | Arbidel González      | Spanien      | 1.55,61 |            |
| 13        | 2    | 8    | Lewis Clareburt       | Nya Zeeland  | 1.56,44 |            |
| 14        | 2    | 7    | Denys Kesil           | Ukraina      | 1.56,89 |            |
| 15        | 2    | 2    | Niu Guangsheng        | Kina         | 1.57,51 |            |
| 16        | 1    | 8    | Leonardo de Deus      | Brasilien    | 1.57,94 |            |

### Final
Finalen startade den 26 juli klockan 20:53.
| Placering | Bana | Namn                  | Nationalitet | Tid     | Noteringar |
| --------- | ---- | --------------------- | ------------ | ------- | ---------- |
| 1         | 5    | Léon Marchand         | Frankrike    | 1.52,43 | 0NR0       |
| 2         | 6    | Krzysztof Chmielewski | Polen        | 1.53,62 |            |
| 3         | 2    | Tomoru Honda          | Japan        | 1.53,66 |            |
| 4         | 1    | Thomas Heilman        | USA          | 1.53,82 |            |
| 4         | 3    | Ilya Kharun           | Kanada       | 1.53,82 | 0NR0       |
| 6         | 4    | Carson Foster         | USA          | 1.54,74 |            |
| 7         | 7    | Richárd Márton        | Ungern       | 1.55,02 |            |
| 8         | 8    | Wang Kuan-hung        | Taiwan       | 1.55,43 |            |